# Soe Win (politico)
Soe Win (Taunggyi, 10 maggio 1947 – Yangon, 12 ottobre 2007) è stato un generale e politico birmano.
Fu scelto come premier dal presidente Than Shwe il 19 ottobre 2004 ed è sempre stato considerato un uomo vicinissimo al numero uno della giunta Shwe.
La sua azione politica è stata caratterizzata dalla più dura opposizione a ogni apertura nei confronti dell'opposizione e per questo fu imposto da Shwe al posto del suo predecessore, Kyin Nyut.
Nel gennaio 2003 Soe Win affermò:
(Soe win)
Prima di diventare primo ministro, Soe Win era principalmente conosciuto per la repressione nei confronti dimostranti democratici attuata durante i moti nel 1988 quando ha mandato le truppe all'università di Rangoon ordinando loro di colpire i manifestanti.
Nel 2003 è stato l'orchestratore dell'attacco al corteo di auto in cui viaggiava anche la leader dell'opposizione Aung San Suu Kyi, avvenuto nei pressi di Depayin. Per questo in Birmania era chiamato "il macellaio di Depayin".
Soe Win era noto anche per aver perseguitato i cristiani dell'etnia Chin quando era presidente della regione nord-occidentale dello stato.
Malato di leucemia, è andato più volte a farsi curare a Singapore. Il regime ha tuttavia negato la sua malattia fino al maggio del 2007, quando ha "provvisoriamente" delegato i poteri di Soe Win al luogotenente generale Thein Sein.
Fonti dell'opposizione lo hanno dato per morto il 2 ottobre 2007, ma la notizia è stata successivamente smentita. Comunque, dieci giorni dopo, ne fu annunciata la morte dalle autorità militari.
Cariche che Soe Win ha ricoperto:
- Presidente del CSPC nella Regione di Sagaing.
- Comandante delle truppe nel nordovest. (1997)
- Generale dell'aviazione del CSPC. (Novembre 2001)
- Segretario-2, CSPC (Febbraio 2003)
- Segretario-1, CSPC (Agosto 2003)